# Chŏnu
Chŏnu (kor. 전우역, pol. Towarzysz) – stacja linii Ch'ŏllima, systemu metra znajdującego się w stolicy Korei Północnej, Pjongjangu. Otwarta 6 września 1973 roku. Jest to stacja przesiadkowa na linię Hyŏksin.